# Байтерецький сільський округ (Байзацький район)
Байтере́цький сільський округ (каз. Бәйтерек ауылдық округі, рос. Байтерекский сельский округ) — адміністративна одиниця у складі Байзацького району Жамбильської області Казахстану. Адміністративний центр — село Кусак.
Населення — 2050 осіб (2021; 957 у 2009, 1959 у 1999, 1407 у 1989).
Станом на 1989 рік села Базарбай та Кусак перебували у складі Михайловської сільської ради. 1993 року були утворені Базарбайський сільський округ (села Базарбай, Кусак) та Сарикемерський сільський округ. 1997 року Базарбайський сільський округ був ліквідований, територія увійшла до складу Сарикемерського сільського округу. Байтерецький сільський округ утворено 2013 року шляхом виділення території площею 24,92 км² зі складу Сарикемерського сільського округу. До складу нового округу увійшли села Базарбай, Кусак та частина села Сарикемер, центром округу визначено село Кусак. 2021 року частина села Сарикемер площею 5,76 км² була повернута до складу Сарикемерського сільського округу.

## Склад
До складу округу входять такі населені пункти:
| Населений пункт | Старі назви | Населення, осіб (1989) | Населення, осіб (1999) | Населення, осіб (2009) | Населення, осіб (2021) |
| --------------- | ----------- | ---------------------- | ---------------------- | ---------------------- | ---------------------- |
| Базарбай, село  | -           | 796                    | 760                    | 275                    | 1106                   |
| Кусак, село     | -           | 611                    | 1199                   | 682                    | 944                    |